# Запис Живковића јабука (Лободер)
Запис Живковића јабука (Лободер) се налази на парцели чији је власник Недељковић Светозар и Мирослав.

## Локација
| Општина             | Трстеник                                                         |
| Катастарска општина | Лободер                                                          |
| Потес               | Илијино Брдо                                                     |
| Координате          | 43° 43′ 32″ С; 20° 58′ 24″ И / 43.7256° С; 20.973400000000002° И |
| Надморска висина    | 0m                                                               |

## Карактеристике
Дендрометријске вредности утврђене на терену и сателитским снимцима:
| Стабло                     | Јабука |
| Висина стабла              | m      |
| Обим дебла                 | m      |
| Пречник крошње             | 5m     |
| Пречник дебла              | m      |
| Висина дебла до прве гране | m      |

## База записа
Запис је у оквиру Викимедија пројекта "Запис - Свето дрво" заведен под редним бројем 0589.